# 基隆市政府大樓
基隆市政府大樓是位於臺灣基隆市中正區的官署建築，為基隆市政府所在地，分為日治時代興建的前棟（原基隆市役所），以及戰後興建的後棟。其與基隆文化中心共用一個街區，並鄰近東岸客運碼頭、廟口商圈等重要設施。前棟於2003年1月20日由基隆市政府公告為歷史建築。

## 沿革

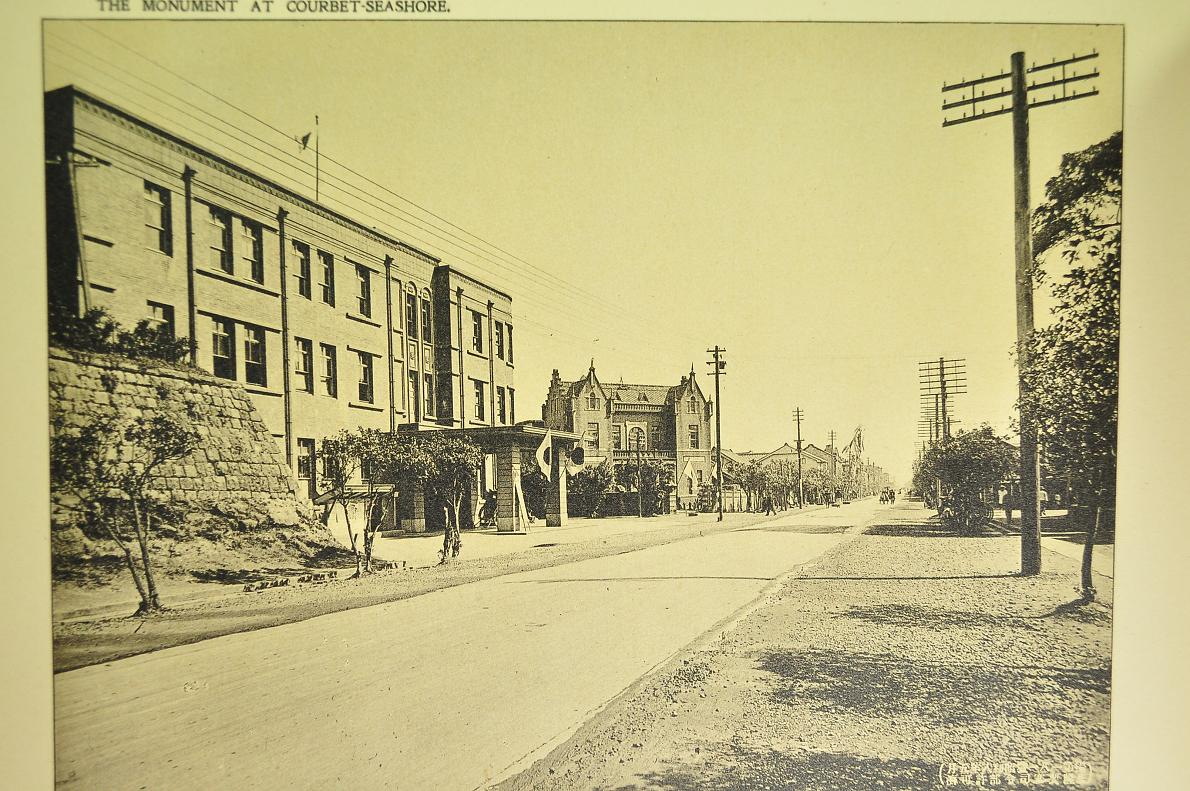
1934年的基隆市役所（左側建築，中間建築為臺北憲兵隊基隆分遣所）

1924年（大正13年）基隆實施市制後，即設行政機關基隆市役所，原址位於旭町（今仁愛區孝一路一帶）。由於市政日繁，1930年（昭和5年）7月25日於新町的現址動工興建地上三層之市役所新廳舍，並於1932年（昭和7年）3月23日落成啟用，即今之基隆市政府大樓前棟。
1945年（民國34年）10月25日，臺灣進入中華民國時代，全臺行政區劃亦配合中華民國的地方制度進行改制，同年11月8日，臺灣省行政長官公署開始接管臺灣各地方政府，基隆市政府也於此日開始接管原基隆市役所的各項業務。受到基隆大空襲波及的市役所於1945年（民國34年）12月8日修復完成，基隆市政府成立後續用此建築作為辦公廳舍，1966年（民國55年）蘇德良市長任內增建一層而成為四樓。1969年（民國58年）將原有大樓後方之木造房舍拆除，改建為地上六層之鋼筋混凝土建築，即今之基隆市政府大樓後棟。2003年（民國92年），基隆市文化局登錄基隆市政府大樓前棟為基隆市歷史建築。
隨著市政業務發展，基隆市政府大樓無法容納府內所有單位，導致部分單位必須另租空間辦公，民眾洽公不便，因此基隆市政府自1990年代起便有原址重建或遷建規劃新大樓的打算。最新方案為林右昌擔任市長後，於2016年規劃於三沙灣的基隆市公共汽車管理處保養廠原址興建新市政大樓，直到2020年才通過基隆市議會審查，進行初步遷移規劃進程。

## 建築設計
原基隆市役所由土木課長藤田為次郎設計監工，面積達2,793平方公尺，耗資工費共20萬日圓，為基隆市內少數興建於日治時代的现代主义建筑，外牆使用北投窯所生產的溝面磚，主基地位於街道轉角（義一路、信二路路口），故建築以L形配置，轉折處以垂直及水平線條勾勒外觀，正立面使用圓拱窗以及勳章飾作為裝飾。至今建築物部分雖經歷改建，但依循保有風貌，外觀仍維持著一致性現代主義特有的簡潔風格。

## 外部連結
- 基隆市政府全球資訊網 （页面存档备份，存于）（繁體中文）（英文）（日語）
- 基隆市役所-文化部國家文化記憶庫 （页面存档备份，存于）